# Darren Stewart
Darren Erdley Stewart (Poplar, Londres, Inglaterra, 30 de diciembre de 1990) es un artista marcial mixto británico y compite en la división de peso medio de Ultimate Fighting Championship. Es un competidor profesional desde 2013 y también ha competido para Cage Warriors.

## Primeros años
Stewart nació en Poplar, al este de Londres, Inglaterra. Su padre era de Jamaica y su madre era de San Vicente. Animado por su madre, Stewart comenzó a entrenar MMA a los 13 años para la autodefensa debido a la tasa de criminalidad era alta en Londres con los jóvenes durante ese tiempo. Su amigo Regan Lawrence estaba en The MMA Clinic en ese momento y le invitó a probar las MMA, aunque su pensamiento inicial fue «no voy a hacer esa mierda, la lucha en jaula. He visto la sangre en la televisión. De ninguna manera», pero finalmente encontró emocionante el golpeo de contacto total del deporte, y prosperó donde compitió en el Reino Unido y en el extranjero.
Stewart trabaja como funcionario de prisiones a tiempo completo para el Tribunal de la Corona en London Bridge.

## Carrera de artes marciales mixtas

### Carrera temprana
Stewart disputó la mayoría de sus combates en Inglaterra y consiguió siete victorias consecutivas, cinco de ellas por nocaut, antes de fichar por la UFC. Fue el antiguo campeón de peso semipesado de Killacam en Inglaterra.

### Ultimate Fighting Championship

#### Peso semipesado
Stewart hizo su debut en la promoción el 17 de septiembre de 2016, en UFC Fight Night: Bader vs. Nogueira 2 contra Francimar Barroso en São Paulo, Brasil. Stewart fue declarado inicialmente el ganador de la pelea por TKO, pero la decisión fue anulada por la Comissao Atletica Brasileira de MMA (CABMMA), después de una apelación de Borroso, como resultado de un cabezazo accidental antes de que Stewart lloviera una serie de fuertes puñetazos. El combate fue declarado finalmente como Sin Resultado. Pidiendo la revancha cuando la UFC regrese a Londres, Stewart se mostró descontento con la decisión de la CABMMA y comentó: "Toda la situación apesta. Puse mucho tiempo y dinero en esta pelea, gané la pelea, y sus compañeros de la Comisión de MMA de Brasil anularon la decisión. Pelear con un brasileño en Brasil es algo que todo luchador debería plantearse. Si hubiera perdido y hubiera apelado a la comisión de Brasil, dudo que se anulara porque no soy de Brasil".
El combate con Francimar Barroso fue reprogramado el 18 de marzo de 2017, en UFC Fight Night: Manuwa vs. Anderson. Perdió el combate por decisión unánime.

#### Peso medio
Tras perder ante Barroso en marzo de 2017, Stewart anunció que competiría en la división de peso medio.
Stewart se enfrentó a Karl Roberson el 11 de noviembre de 2017 en UFC Fight Night: Poirier vs. Pettis. Perdió el combate por sumisión en el primer asalto.
Stewart se enfrentó al recién llegado a la promoción Julian Marquez el 16 de diciembre de 2017 en UFC on Fox: Lawler vs. dos Anjos. Perdió el combate de ida y vuelta por sumisión en el segundo asalto. Aunque perdió el combate, ganó el premio de Pelea de la Noche.
Stewart se enfrentó a Eric Spicely el 27 de mayo de 2018 en UFC Fight Night: Thompson vs. Till. Ganó el combate por nocaut técnico en el segundo asalto. La victoria le valió su primer premio a la Actuación de la Noche.
Stewart se enfrentó a Charles Byrd el 8 de septiembre de 2018 en UFC 228. Ganó el combate por nocaut técnico.
Stewart se enfrentó al recién llegado a la promoción Edmen Shahbazyan el 30 de noviembre de 2018 en The Ultimate Fighter 28 Finale. Perdió el combate por decisión dividida.
Stewart se enfrentó a Bevon Lewis el 8 de junio de 2019 en UFC 238. Ganó el combate por decisión unánime.
Stewart se enfrentó a Deron Winn el 18 de octubre de 2019 en UFC on ESPN: Reyes vs. Weidman. En el pesaje, Winn pesó 188.5 libras, 2.5 libras por encima del límite de la pelea de peso medio sin título de 186. El combate se celebró en el peso acordado y Winn fue multado con el 20% de su bolsa, que fue a parar a su rival Stewart. Ganó el combate por decisión dividida.
Stewart tenía previsto enfrentarse a Marvin Vettori el 21 de marzo de 2020 en UFC Fight Night: Woodley vs. Edwards. Debido a la pandemia de COVID-19, el combate de la UFC fue trasladado al evento principal de Cage Warriors 113 en el que se enfrentó a Bartosz Fabiński en su lugar. Stewart perdió el combate por decisión unánime.
Stewart se enfrentó a Maki Pitolo el 8 de agosto de 2020 en UFC Fight Night: Lewis vs. Oleinik. Ganó el combate mediante un estrangulamiento por guillotina en el primer asalto. Esta victoria le valió el premio a la Actuación de la Noche.
Stewart se enfrentó a Kevin Holland el 19 de septiembre de 2020 en UFC Fight Night: Covington vs. Woodley. Perdió el combate por decisión dividida.
Stewart se enfrentó a Eryk Anders el 13 de marzo de 2021 en UFC Fight Night: Edwards vs. Muhammad. Debido a un rodillazo ilegal lanzado por Anders en el primer asalto, el combate fue declarado sin resultado.
Stewart tuvo una revancha con Eryk Anders el 12 de junio de 2021 en UFC 263. Perdió el combate por decisión unánime.
Stewart se enfrentó a Dustin Jacoby el 28 de agosto de 2021 en UFC on ESPN: Barboza vs. Chikadze. Perdió el combate por TKO en el primer asalto.

## Vida personal
El apodo de Stewart "The Dentist" se refiere a sus oponentes, según el cual "Él (su oponente) es sólo otro paciente que va a ser perforado".
Stewart es un ávido bailarín y fue estudiante de danza contemporánea, ballet y danza de la calle para GCSE. También fue campeón de baile de salsa.
Steward vive en Barking, Londres, con su prometida Katherine, ecuatoriana, y sus hijos Marlon y Tyler.

## Campeonatos y logros

### Artes marciales mixtas
- Ultimate Fighting Championship
  - Pelea de la Noche (una vez)  vs. Julian Marquez
  - Actuación de la Noche (dos veces)  vs. Eric Spicely y Maki Pitolo[26][40]
- Killacam Promotions
  - Campeón de peso semipesado de Killacam Promotions (una vez)[9]
    - Una exitosa defensa del título

## Récord en artes marciales mixtas
| Resultado     | Récord   | Oponente            | Método                                     | Evento                                     | Fecha                    | Ronda | Tiempo | Localización          | Notas |
| ------------- | -------- | ------------------- | ------------------------------------------ | ------------------------------------------ | ------------------------ | ----- | ------ | --------------------- | --- |
| Derrota       | 12-8 (2) | Dustin Jacoby       | TKO (puñetazos)                            | UFC on ESPN: Barboza vs. Chikadze          | 28 de agosto de 2021     | 1     | 3:04   | Las Vegas, Nevada     | |
| Derrota       | 12-7 (2) | Eryk Anders         | Decisión (unánime)                         | UFC 263                                    | 12 de junio de 2021      | 3     | 5:00   | Glendale, Arizona     | Regreso al peso semipesado.                                                                                               |
| Sin resultado | 12-6 (2) | Eryk Anders         | Sin resultado (rodillazo ilegal)           | UFC Fight Night: Edwards vs. Muhammad      | 13 de marzo de 2021      | 1     | 4:37   | Las Vegas, Nevada     | Anders descargó un rodillazo ilegal en la cabeza de Stewart, que era un rival derribado.                                  |
| Derrota       | 12-6 (1) | Kevin Holland       | Decisión (dividida)                        | UFC Fight Night: Covington vs. Woodley     | 19 de septiembre de 2020 | 3     | 5:00   | Las Vegas, Nevada     | |
| Victoria      | 12-5 (1) | Maki Pitolo         | Sumisión (estrangulamiento por guillotina) | UFC Fight Night: Lewis vs. Oleinik         | 8 de agosto de 2020      | 1     | 3:41   | Las Vegas, Nevada     | Actuación de la Noche. |
| Derrota       | 11-5 (1) | Bartosz Fabiński    | Decisión (unánime)                         | Cage Warriors 113                          | 20 de marzo de 2020      | 3     | 5:00   | Mánchester            | |
| Victoria      | 11-4 (1) | Deron Winn          | Decisión (dividida)                        | UFC on ESPN: Reyes vs. Weidman             | 18 de octubre de 2019    | 3     | 5:00   | Boston, Massachusetts | Combate de peso acordado (188.5 libras); Winn no alcanzó el peso.                                                         |
| Victoria      | 10-4 (1) | Bevon Lewis         | Decisión (unánime)                         | UFC 238                                    | 8 de junio de 2019       | 3     | 5:00   | Chicago, Illinois     | |
| Derrota       | 9-4 (1)  | Edmen Shahbazyan    | Decisión (dividida)                        | The Ultimate Fighter: Heavy Hitters Finale | 30 de noviembre de 2018  | 3     | 5:00   | Las Vegas, Nevada     | |
| Victoria      | 9-3 (1)  | Charles Byrd        | TKO (puñetazos y codazos)                  | UFC 228                                    | 8 de septiembre de 2018  | 2     | 2:17   | Dallas, Texas         | |
| Victoria      | 8-3 (1)  | Eric Spicely        | TKO (puñetazos)                            | UFC Fight Night: Thompson vs. Till         | 27 de mayo de 2018       | 2     | 1:47   | Liverpool             | Actuación de la Noche. |
| Derrota       | 7-3 (1)  | Julian Marquez      | Sumisión (estrangulamiento por guillotina) | UFC on Fox: Lawler vs. dos Anjos           | 16 de diciembre de 2017  | 2     | 2:42   | Winnipeg, Virginia    | Pelea de la Noche. |
| Derrota       | 7-2 (1)  | Karl Roberson       | Sumisión (estrangulamiento por detrás)     | UFC Fight Night: Poirier vs. Pettis        | 11 de noviembre de 2017  | 1     | 3:41   | Norfolk, Virginia     | Debut en el peso medio.                                                                                                   |
| Derrota       | 7-1 (1)  | Francimar Barroso   | Decisión (unánime)                         | UFC Fight Night: Manuwa vs. Anderson       | 18 de marzo de 2017      | 3     | 5:00   | Londres               | |
| Sin resultado | 7-0 (1)  | Francimar Barroso   | Sin resultado                              | UFC Fight Night: Bader vs. Nogueira 2      | 19 de noviembre de 2016  | 1     | 1:34   | São Paulo             | Originalmente una victoria por TKO (puñetazos) para Stewart; anulada por CABMMA debido a un golpe de cabeza involuntario. |
| Victoria      | 7-0      | Boubacar Balde      | TKO (puñetazos)                            | Cage Warriors 77                           | 8 de julio de 2016       | 3     | 1:28   | Londres               | |
| Victoria      | 6-0      | James Hurrell       | TKO (puñetazos)                            | Cage Warriors 75                           | 15 de abril de 2016      | 1     | 0:37   | Londres               | |
| Victoria      | 5-0      | Grégory Pierre      | Decisión (unánime)                         | Killacam Fight Night 9                     | 12 de diciembre de 2015  | 3     | 5:00   | Kent                  | Defendió el Campeonato de Peso Semipesado de Killacam.                                                                    |
| Victoria      | 4-0      | Carl Kinslow        | KO (rodillazo)                             | Killacam Fight Night 8                     | 4 de julio de 2015       | 1     | 4:56   | Kent                  | Ganó el Campeonato de Peso Semipesado de Killacam.                                                                        |
| Victoria      | 3-0      | Lloyd Clarkson      | Decisión (unánime)                         | Warrior Fight Series 3                     | 23 de mayo de 2015       | 3     | 5:00   | Londres               | |
| Victoria      | 2-0      | Pelu Adetola        | TKO (rodillazos)                           | Cage Warriors 74                           | 15 de noviembre de 2014  | 1     | 2:24   | Londres               | |
| Victoria      | 1-0      | Michael Revenscroft | TKO (codazos)                              | Cage Warriors 69                           | 7 de junio de 2014       | 1     | 1:23   | Londres               | |